# RS-485
EIA-485 — (англ. Electronic Industries Alliance - 485) (також, відомий як RS-485 — англ. Recommended Standard - 485), — стандарт передачі даних. Має дві версії — двопровідну та чотирипровідну. Двопровідна є стандартом передачі даних, а саме двопровідним напівдуплексним багатоточковим послідовним каналом зв'язку, де дані передаються в обох напрямках, але розділені за часом. Чотирипровідна є стандартом передачі даних — чотирипровідним дуплексним багатоточковим послідовним каналом зв'язку передачі використовуючи чотири лінії зв'язку, де дані передаються за двома лініями в одному напрямку, по двох інших — в зворотньому.
Стандарт RS-485 спільно розроблений двома асоціаціями: Асоціацією електронної промисловості (EIA — Electronics Industries Association) і Асоціацією промисловості засобів зв'язку (TIA — Telecommunications Industry Association). Раніше EIA маркувала усі свої стандарти префіксом «RS» (англ. Recommended Standard — Рекомендований стандарт). Багато інженерів продовжують використовувати це позначення, проте EIA/TIA офіційно замінив «RS» на «EIA/TIA» з метою полегшити ідентифікацію походження своїх стандартів. Різні розширення стандарту RS-485 охоплюють широке розмаїття застосувань, цей стандарт став основою для створення цілого сімейства промислових мереж широко використовуваних в промисловій автоматизації.
У стандарті EIA-485 для передачі і прийому даних часто використовується одна і та ж вита пара дротів.
Передача даних здійснюється за допомогою диференціальних сигналів. Різниця напруги однієї полярності між провідниками означає логічну одиницю, різниця іншої полярності — нуль.

## Опис інтерфейсу EIA-485

### Швидкість і дальність
EIA-485 забезпечує передачу даних з швидкістю до 10 Мбіт/с. Максимальна дальність залежить від швидкості: при швидкості 10 Мбіт/с максимальна довжина лінії — 120 м, при швидкості 100 кбіт/с — 1200 м. Для перевірки дальності застосовують еквівалент витої пари або реальний кабель.

### Кількість пристроїв, що сполучаються
Кількість пристроїв, що підключаються до однієї лінії інтерфейсу, залежить від типу застосованих в пристрої приймачів. Один передавач розрахований на управління 32 стандартними приймачами. Випускаються приймачі з вхідним опором 1/2, 1/4, 1/8 від стандартного. При використанні таких приймачів загальне число пристроїв може бути збільшене відповідно: 64, 128 або 256.

### Протоколи і роз'єми
Стандарт не нормує формат інформаційних кадрів і протокол обміну. Найчастіше для передачі байтів даних використовуються ті ж фрейми, що і в інтерфейсі RS-232: стартовий біт, біти даних, біт паритету (якщо потрібно), стоповий біт.
Протоколи обміну в більшості систем працюють за принципом «ведучий» — «ведений». Один пристрій на магістралі є ведучим (master) і ініціює обмін посилкою запитів підлеглим пристроям (slave), котрі розрізняються логічними адресами. Одним з популярних протоколів є протокол Modbus RTU.
Тип з'єднувачів і розпайка також не обмовляються стандартом. Зустрічаються з'єднувачі DB9, клемні з'єднувачі і т. д.

### Рівні сигналів

Рівні сигналів на лініях EIA-485

Інтерфейс EIA-485 використовує балансну (диференціальну) схему передачі сигналу. Це означає, що рівні напруги на сигнальних колах А і В міняються в протифазі, як показано на приведеному малюнку.
Передавач повинен забезпечувати рівень сигналу не менше від 1,5 В при максимальному навантаженні (32 стандартні входи і 2 термінальні резистори) і не більше 6 В на холостому ході. Рівні напруг вимірюють диференціально, один сигнальний дріт відносно іншого.
На стороні приймача EIA-485 мінімальний рівень сигналу, що приймається, має бути не меншим за 200 мВ.